# Hopi Hari
Hopi Hari é um parque temático brasileiro localizado na Rodovia dos Bandeirantes, quilômetro 72,5, no município de Vinhedo, interior do estado de São Paulo. O parque está a 30 km de Campinas e 72 km de São Paulo. Com 760 mil metros quadrados, é considerado um dos maiores parques de diversão da América Latina e foi projetado como um país fictício, com presidente, capital, idioma próprio, entre outras características, com seus funcionários sendo os habitantes (hópius).
O Hopi Hari faz parte de um complexo maior de atrações, chamado Vida Completa SerrAzul, que engloba vários empreendimentos ao redor da área, como o parque aquático Wet'n Wild, e que atrai cerca de 5 milhões de visitantes anualmente, sendo apenas o parque responsável por 2 milhões deles, em média.
Desde a sua inauguração em 1999 até o ano de 2008, estima-se que cerca de 15 milhões de pessoas tenham passado pelo parque. Em junho de 2009, no entanto, o grupo GP Investimentos vendeu o parque por um valor simbólico ao grupo HH II PT S/A, empresa formada por sócios da Íntegra Assessoria, devido a dívidas pendentes. Em dezembro de 2016, o acionista controlador da companhia, Luciano Correa, vendeu 75% das ações representativas do capital social da HH Participações a José Luiz Abdalla, empresário do setor imobiliário.

## História

### Fundação

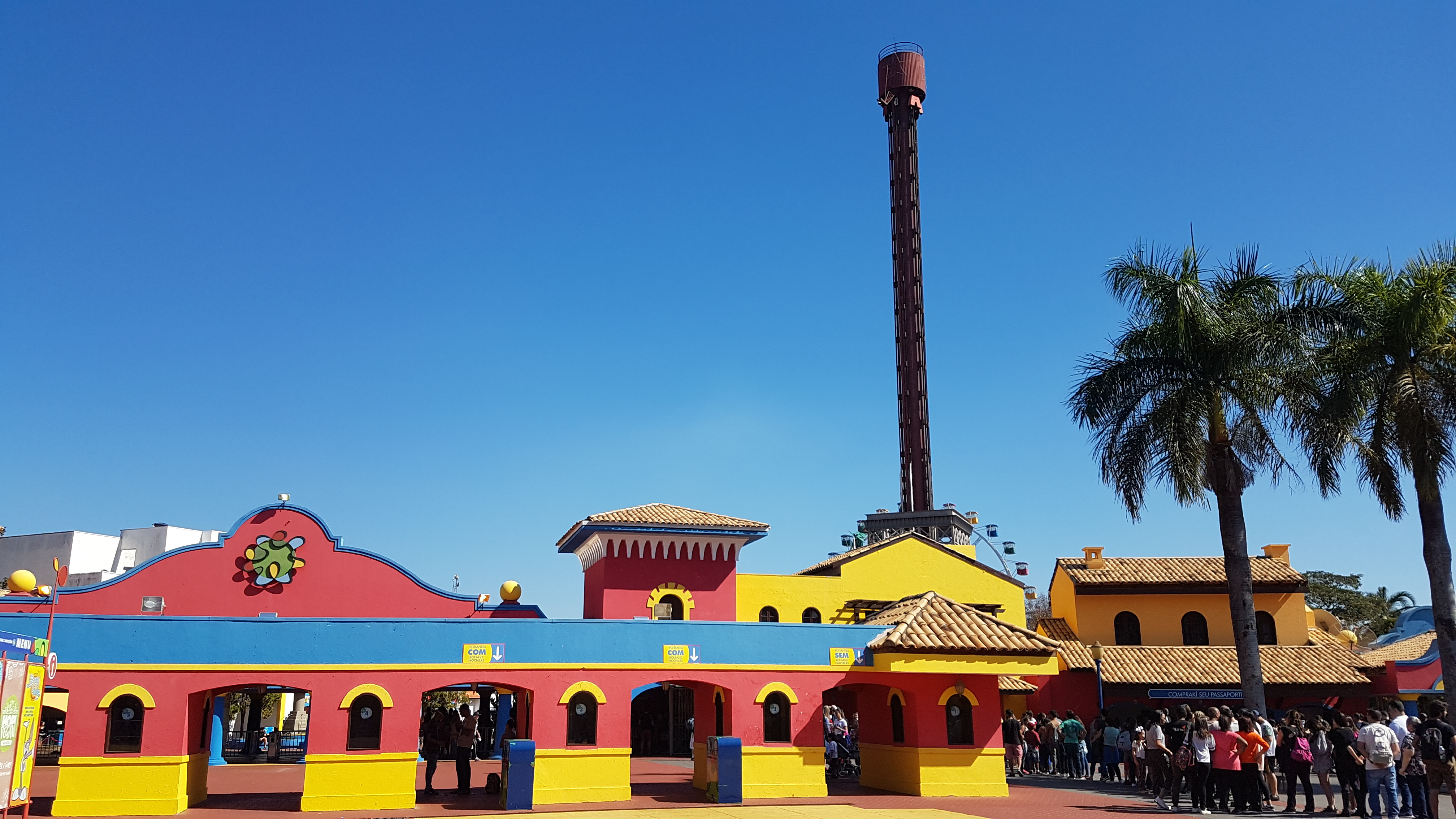
Entrada do Hopi Hari

Inaugurado no dia 27 de novembro de 1999, o Hopi Hari foi projetado e construído pela International Theme Park Services Inc., empresa estadunidense localizada na cidade de Cincinnati, no estado de Ohio, que baseou o projeto do parque no Kings Island, um parque temático localizado também na cidade de Cincinnati. Originalmente, o investimento pertencia ao Grupo Playcenter e iria se chamar Playcenter Great Adventure. No entanto, o projeto foi vendido ainda em construção, por consequência da redução de visitantes no Playcenter, outro parque do grupo localizado em São Paulo. A empresa GP Investimentos assumiu as obras, no que o projeto do parque sofreu várias alterações, inclusive no nome, que foi mudado para Hopi Hari. O parque nasceu com ideia de parecer um país fictício com hino, bandeira, povo e idioma nativos (o hopês, uma língua crioula semelhante ao idioma Papiamento), além de uma colorida identidade visual.
A ideia dos administradores do Playcenter de construir um parque temático no interior de São Paulo foi anunciada em 1995 e o projeto estava pronto em 1996. O local onde o parque está localizado foi escolhido com cuidado por ficar a menos de 40 minutos da capital do estado, São Paulo, e a 15 minutos de Campinas e ter um clima ameno e favorável, com uma temperatura anual média de 24 °C, segundo estudos do Instituto Agronômico de Campinas. Durante a construção, os investidores do parque enfrentaram algumas dificuldades com o Instituto Brasileiro do Meio Ambiente e dos Recursos Naturais Renováveis (Ibama), já que a área escolhida para o empreendimento está situada em mata nativa. A construção do parque até chegou a ser embargada em dezembro de 1997 por falta de documentos referentes aos impactos ambientais, mas as obras foram retomadas em abril de 1998.
A construção do Hopi Hari totalizou um gasto de cerca de 200 milhões de dólares, em um investimento conjunto da maior gestora de fundos do país, a GP Investimentos, e de quatro fundos de pensão (Previ, Funcef, Petros e Sistel). O objetivo inicial era o de reproduzir no interior de São Paulo o mesmo sucesso do Magic Kingdom, pertencente ao complexo americano da Walt Disney Company, na Flórida, e atrair ao menos uma parte dos cerca de 300.000 brasileiros que viajavam anualmente aos parques da Disney.

### Gestão Correa (2009–2017)

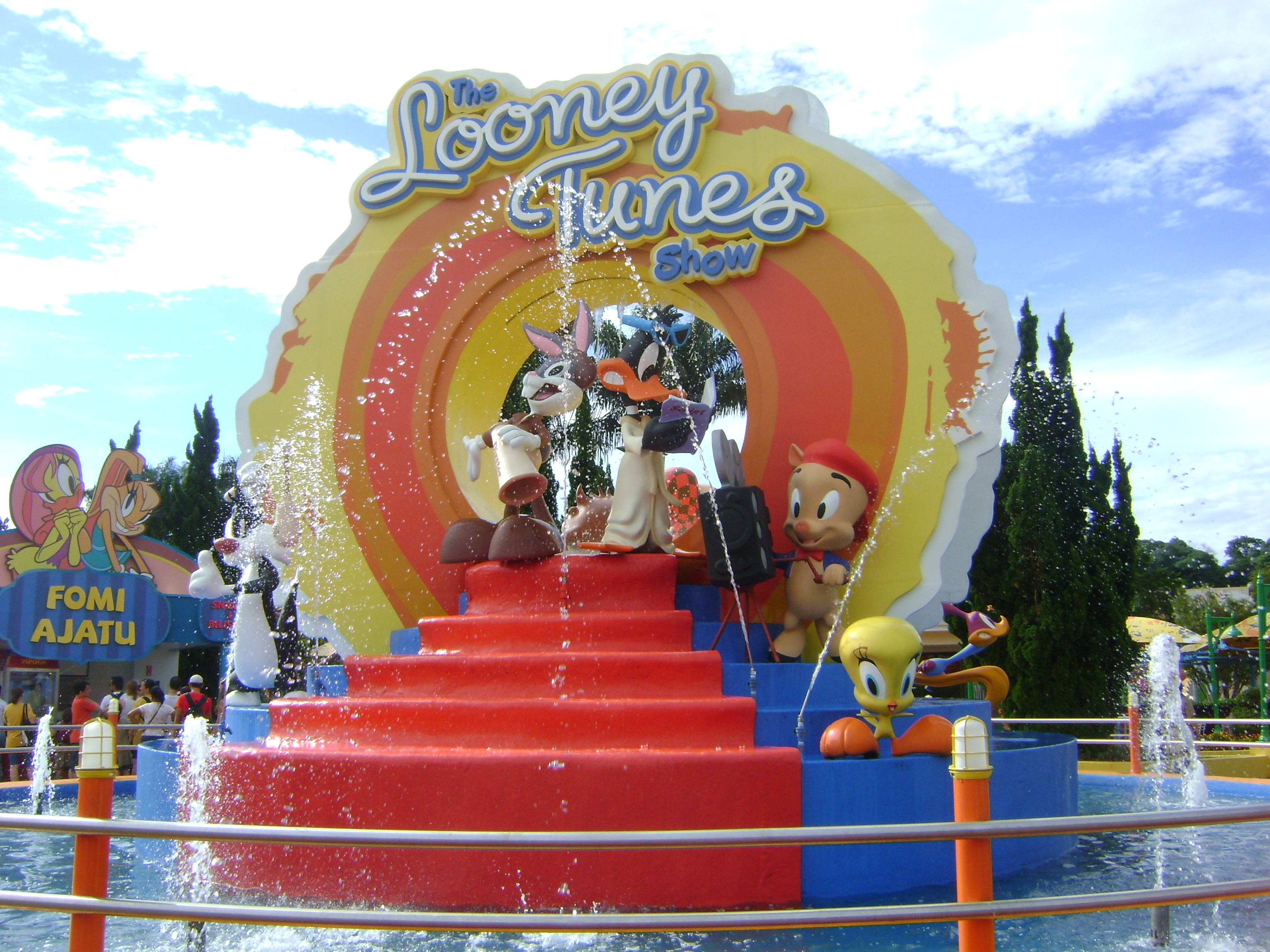
Temática dos Looney Tunes, inaugurada após acordo com a Warner Bros. em 2012.

No entanto, o faturamento projetado de 200 milhões de reais por ano jamais virou realidade. Em 2008, ano do seu melhor desempenho financeiro, o parque recebeu 1,8 milhão de turistas e faturou em torno de 70 milhões de reais. A dívida de 500 milhões de reais não permitia que os empreendedores do parque fizessem mais investimentos e nem que se desfizessem do negócio, previsto para lucrar em 18 meses. A solução encontrada pelos antigos donos foi de transferir os negócios para a consultoria Íntegra, formada por ex-gestores da GP, que o comprou o Hopi Hari por 1 centavo de real para cada lote de 100.000 ações e assumiu o equivalente a 180 milhões de reais em dívidas, de acordo com estimativas do mercado. A nova empresa dona do parque temático teve de fazer um investimento de 10 milhões de reais no caixa da empresa, com o objetivo de aumentar a quantidade e diminuir o intervalo de retorno de visitantes, atualmente de cerca de dez meses. Além disso, a nova dona fez um acordo com a Warner Bros. estimado em 100 milhões de reais por parte do parque temático (ver abaixo) e pretende inaugurar uma nova montanha-russa avaliada em 12 milhões de reais.
Em julho de 2008, um esquiador norte-americano ficou paraplégico ao apresentar um show de esqui aquático dentro do parque.
Em janeiro de 2012, o Hopi Hari reformou e reinaugurou a Infantasia, uma das áreas temáticas do parque, através de uma parceria com a empresa Warner Bros. Consumer Products (WBCP). O acordo entre as duas empresas possibilitou um licenciamento para trazer algumas das maiores franquias do mundo e possibilitar que famosos personagens da Warner possam fazer parte das atrações. Entre os personagens, que pela primeira vez ganharam espaço em um parque brasileiro, estão os Looney Tunes, representados por Piu-Piu, Frajola, Pernalonga, Taz, Patolino, entre outros, que serão incorporados aos brinquedos e decorações do parque. Aribabiba, outra área temática do parque contemplada pelo acordo, recebeu atrações e adornos da Liga da Justiça da DC Comics, cujos personagens mais famosos são Superman, Batman, Mulher Maravilha, Lanterna Verde, Aquaman e Flash. O parque também irá inaugurar algumas atrações, ainda não definidas, com o tema da Penélope Charmosa. O investimento na reforma e licenciamento da marca foi de cerca de 150 milhões de dólares.

#### Acidentes e problemas de gestão

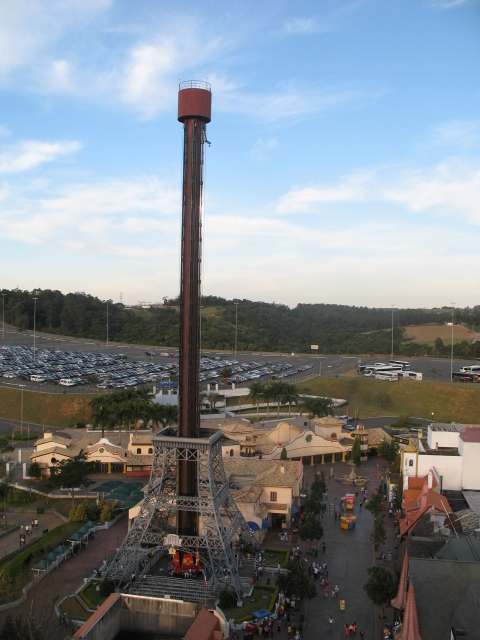
Brinquedo La Tour Eiffel.

Em 28 de setembro de 2007, o estudante Arthur Wolf, então com 15 anos, sofreu um choque anafilático enquanto estava em um dos túneis da Hora do Horror. Apesar de reanimado após uma parada cardiorrespiratória pela equipe médica do parque, acabou falecendo horas depois no hospital.
No dia 24 de fevereiro de 2012, a adolescente Gabriella Nichimura, de 14 anos, morreu após cair de uma das cadeiras do brinquedo La Tour Eiffel. A menina caiu de uma altura de cerca de 20 metros, pois estava sentada em uma cadeira que não poderia ter sido utilizada, visto que estava inativa há vários anos. Ao todo, onze pessoas, incluindo o presidente do parque, foram indiciadas pela Polícia Civil de São Paulo por homicídio culposo. O parque também foi fechado por 23 dias pelo Ministério Público para investigações e teve que realizar melhorias nas condições de segurança de todos os brinquedos, além de reduzir a jornada de trabalho de seus funcionários.
Ao menos dois visitantes afirmam terem sofrido ferimentos graves ao visitarem a Montezum, em 2014 e 2019, respectivamente.
Em agosto de 2016, o Hopi Hari sofreu um pedido de falência feito pelo empresário Cesar Federmann, um dos credores e dono do terreno onde fica o empreendimento. O caso levou à apreensão de uma montanha-russa comprada pelo parque em 2011 e ainda não instalada. Federmann, que tinha 5,9 milhões de dólares para receber, extinguiu o processo quando o Hopi Hari – administrado por Luciano Correa, ex-GP Investimentos – aceitou ceder o equipamento.  A companhia enfrentou outros quatro pedidos de falência, de empresas de alimentação, de segurança e de manutenção que fornecem serviços ao parque. O Hopi Hari está negociando esses novos processos com cada um dos credores. O Hopi Hari possui pendente também empréstimos de 196 milhões de reais com o BNDES, com vencimento em 2029. Em julho, havia 1.232 protestos e pendências registradas contra a empresa no cadastro do Serasa Experian e, em agosto de 2016, os funcionários do Hopi Hari paralisaram os serviços por 24 horas por atraso de salários e benefícios.
Na tarde de 24 de setembro de 2014, um grupo de cerca de 50 jovens que pagaram ingresso promoveu um arrastão no interior do parque, causando correria e deixando seis visitantes feridos, além de relatos de dezenas de pessoas ao Serviço de Atendimento ao Visitante do parque de que tiveram pertences furtados ou roubados pelo grupo. No mês seguinte, houve um segundo arrastão, dessa vez ocorrido dentro de uma das atrações do parque.
A administração não encontrou formas de reverter os prejuízos constantes. Na última demonstração financeira que apresentou, relativa ao fim de 2015, o Hopi Hari divulgou perda de 60,3 milhões de reais. Depois do resultado negativo no fim de 2015, o corpo executivo foi trocado e alguns acordos foram firmados para revitalizar as instalações. Novos contratos de patrocínio de pintura e iluminação foram fechados com a Sherwin Williams e a FLC, respectivamente. Segundo o parque, o volume de patrocínios fechados em 2016 já supera os de 2014 e 2015 somados. No entanto, apesar dos atrasos de divulgação de informações e das pendências com os credores, o conselho aprovou uma remuneração fixa para os administradores da companhia de 3 milhões de reais, o que significa um acréscimo de 30% em relação aos 2,31 milhões de reais de 2015. A empresa alega que, em 2015, não houve distribuição de dividendos aos acionistas. As dificuldades do parque também não estão inseridas em um contexto de crise de parques de diversões no Brasil. Em 2016, o Beto Carrero World, localizado em Santa Catarina, deve receber 10% mais turistas brasileiros e do Mercosul, enquanto que o Beach Park, de Fortaleza, Ceará, tem a expectativa de receber 15% mais visitantes em relação ao mesmo período do ano passado.
Na segunda metade de 2016, os administradores do parque entraram com um pedido de recuperação judicial por conta de uma dívida de 329 milhões de reais, contraída principalmente por conta de empréstimos feitos junto ao Banco Nacional de Desenvolvimento Econômico e Social (BNDES). O estabelecimento fechou as portas temporariamente em 12 de agosto e o retorno das atividades foi adiado para quando saísse uma decisão definitiva da Justiça, um período que poderia se estender por seis meses. No entanto, o parque foi reaberto em 12 de outubro, após dois meses fechado.
Em março de 2017, o parque passou a funcionar sem seguro para acidentes após todas as seguradoras do mercado se negarem a fechar contrato, devido ao alto risco do negócio. Em maio, com 700 milhões de reais em dívidas totais, o parque passou a operar por geradores por ter a energia elétrica cortada pela CPFL, que cobrava uma conta de 580 mil reais. O processo de recuperação judicial paralisou em virtude do afastamento do advogado responsável, que se retirou também por falta de pagamento. Em virtude das complicações, o site do Hopi Hari foi tirado do ar para evitar a venda de ingressos, embora o parque continuasse funcionando com 12 das 60 atrações disponíveis. Os poucos visitantes que chegavam eram avisados na bilheteria da situação, e cerca de 20% iam embora imediatamente. Os 300 funcionários estavam sem receber salário desde 5 de fevereiro.

### Gestão Abdalla (2017–2019)

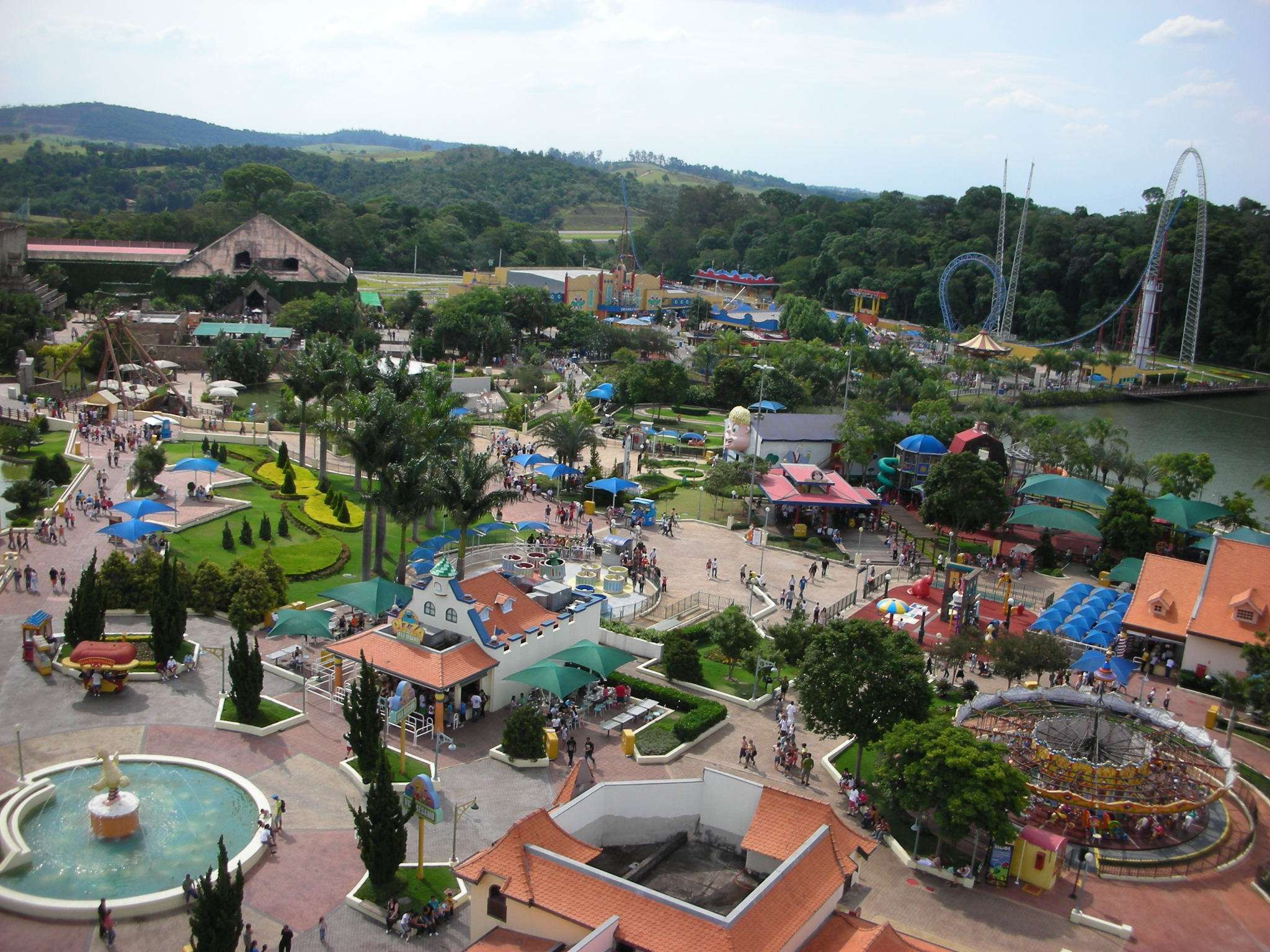
Parte do Hopi Hari visto da roda-gigante Giranda Mundi.

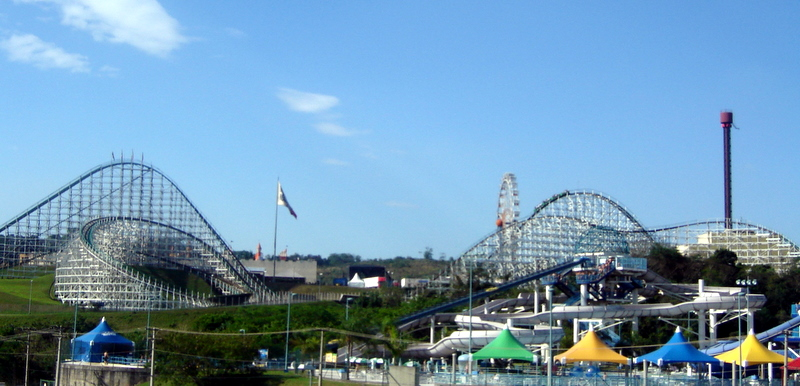
Vista do parque a partir da Rodovia dos Bandeirantes.

Em dezembro de 2016, o Hopi Hari, que se encontrava em recuperação judicial desde agosto, informou ao mercado, por meio de Fato Relevante enviado à Comissão de Valores Mobiliários (CVM), que o acionista controlador da companhia, Luciano Correa, vendeu 75% das ações representativas do capital social da HH Participações – controladora indireta do Hopi Hari – a José Luiz Abdalla, empresário do setor imobiliário, e, na mesma data, 5% das ações representativas do capital social da HH Participações a Marcel Andre Molon, diretor da companhia, formando bloco de controle regulado por acordo de acionistas. Em seu plano de investimentos, o empresário e controlador do parque José Luiz Abdalla afirmou que o parque Hopi Hari será a âncora do novo projeto da companhia que prevê a implantação do complexo hoteleiro com, aproximadamente, 1.200 apartamentos dotado da mais completa estrutura de lazer e importante centro de convenções, eventos e exposições.
Abdalla assumiu o controle total do empreendimento em abril de 2017 e, em 12 de maio, o parque anunciou a suspensão temporária das suas atividades para negociar um plano de recuperação judicial. Em 26 de maio, Abdalla afirmou que o parque seria renovado, após obter junto ao American Bank uma linha de crédito de 90 milhões de reais. O empresário anunciou planos de usar o financiamento para fazer reformas nas atrações, incluindo a inauguração de uma praia artificial nos moldes da "Blizzard Beach", da Disney. No dia 2 de julho, José David Xavier foi anunciado como novo presidente do Hopi Hari após ter sido contratado para fazer um trabalho de auditoria e planejamento da reabertura do local.
Em 4 de agosto de 2017, o parque foi reaberto ao público com 85% das atrações em funcionamento, um recorde conquistado por José David Xavier em comparação aos cinco anos anteriores. Três meses após a reabertura, o parque tinha 90% das atrações funcionando. O público registrado aumentou 180% de agosto para setembro e mais 20% em outubro, sendo que em uma pesquisa de satisfação realizada diariamente com 15% dos visitantes entre 15 de setembro e 5 de novembro, mais de 80% disseram que a operação do parque era "ótima" ou "boa".

### Gestão Brooklyn International Group (2019–Atual)
Ainda em 2017, Abdalla chegou a negociar com um fundo de investimentos com associação ao provedor e portal de noticias IG para injeção de recursos na recuperação do parque. Posteriormente, o fundo de investimentos se revelou a Brooklyn International Group e a negociação resultou na venda de 75% das ações e disputas de repasses entre os sócios. Os conflitos entre os sócios culminaram em maio de 2019, quando o então presidente e também sócio minoritário José David Xavier foi afastado da presidência do parque por decisão judicial. Juntamente com esse fato, Alexandre Rodrigues que possui ampla experiência em processos de recuperação judicial, assumiu a presidência do parque e ocupa o cargo até o momento. A transição entre presidentes foi marcada por uma greve dos colaboradores.
Em março de 2020 o parque suspendeu operações em virtude da Pandemia do COVID-19, voltando apenas em setembro com o Horror Drive Tour, evento no estilo drive-in de forma a respeitar o distanciamento social e viabilizar eventualmente a retomada das operações normais dentro de novos protocolos de higienização, assim permitindo novo fôlego ao empreendimento.
Em dezembro de 2021, o parque retornou aos noticiários após uma falha em uma das travas de segurança da atração Montezum; não houve feridos, a atração teve a operação suspensa no dia e os usuários foram evacuados com segurança.
Em 02 de fevereiro de 2022, após quase seis anos, o parque conseguiu a aprovação da recuperação judicial em assembleia com os principais credores, reajustando a dívida para 420 milhões e um plano de liquidação das dívidas em 16 anos, além de 150 milhões de reais em investimentos para reforma de atrações e da infraestrutura em um período de cinco anos. No mesmo ano, iniciou os primeiros investimentos do plano com a reforma completa da montanha russa Katapul, além da aquisição de duas novas atrações da fabricante italiana Zamperla com expectativa de abertura para o segundo semestre de 2023.

## Potencial econômico

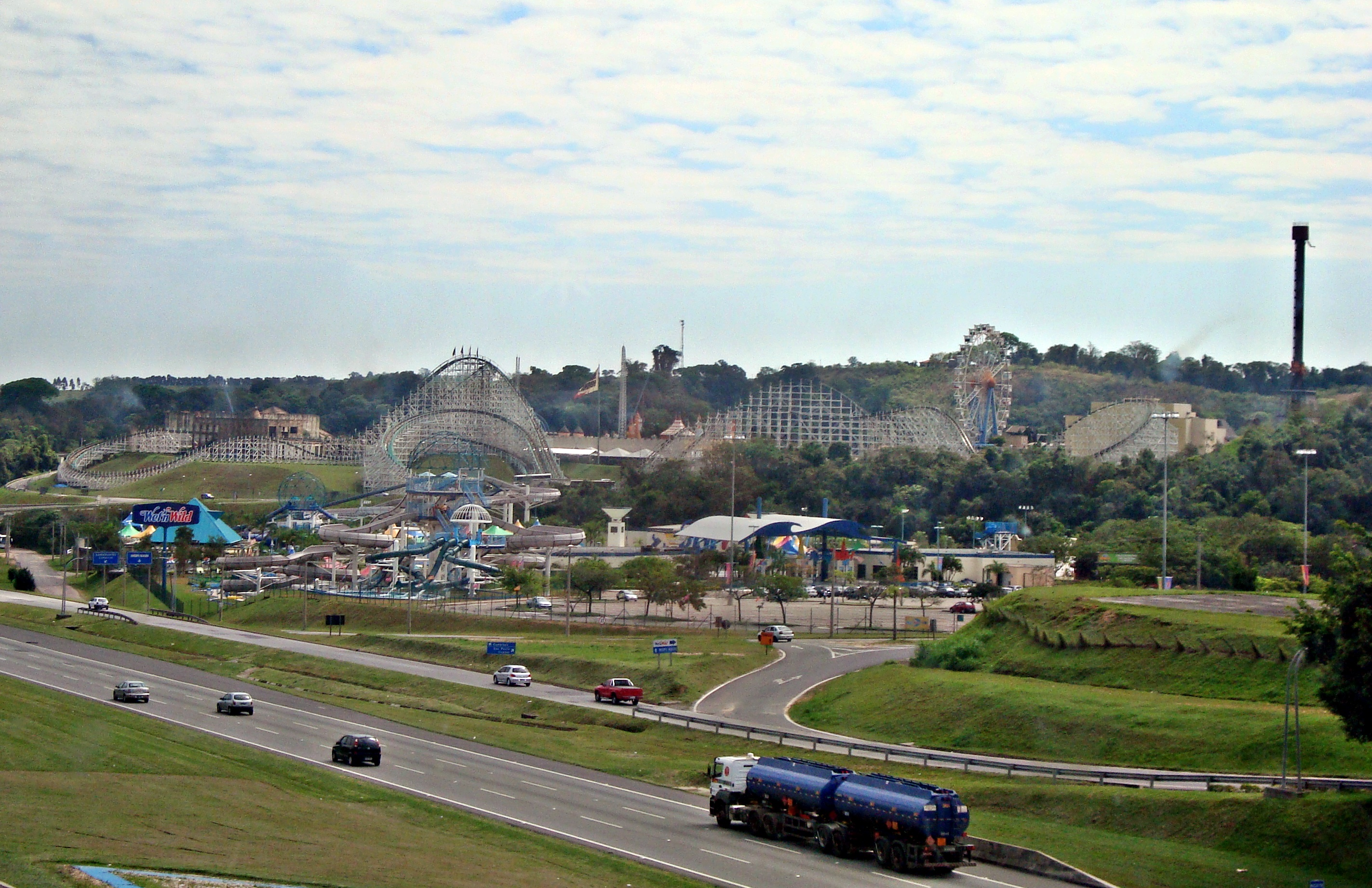
Parque aquático Wet 'n Wild, com o Hopi Hari ao fundo

Por estar próximo a grandes centros urbanos como Campinas e São Paulo, o parque desempenha um papel relevante na área turística do estado de São Paulo e do Brasil. O parque faz parte do complexo Vida Completa SerrAzul que engloba também o parque aquático Wet'n Wild, o Shopping SerrAzul, o centro de compras Outlet Premium, o Resort Hotel Quality Itupeva e o loteamento Fazenda SerraAzul.
Este complexo atrai mais de 5 milhões de turistas brasileiros todos os anos (número igual à quantia de turistas estrangeiros que o Brasil recebeu em 2008) superando, inclusive, pontos turísticos conhecidos como o Cristo Redentor, uma das Sete maravilhas do mundo moderno, e o Pão de Açúcar no Rio de Janeiro, que, juntos, receberam apenas 1,9 milhões de turistas (brasileiros e estrangeiros) em 2008, de acordo com a RioTur. Em 2010, o Hopi Hari era responsável por 40% desse total de 5 milhões de turistas, ou seja, 2 milhões de visitantes são recebidos todos os anos pelo parque. No mesmo ano, o parque teve uma receita bruta de 103 milhões de reais, significando um aumento de 25% em relação a 2009.

### Patrocínios

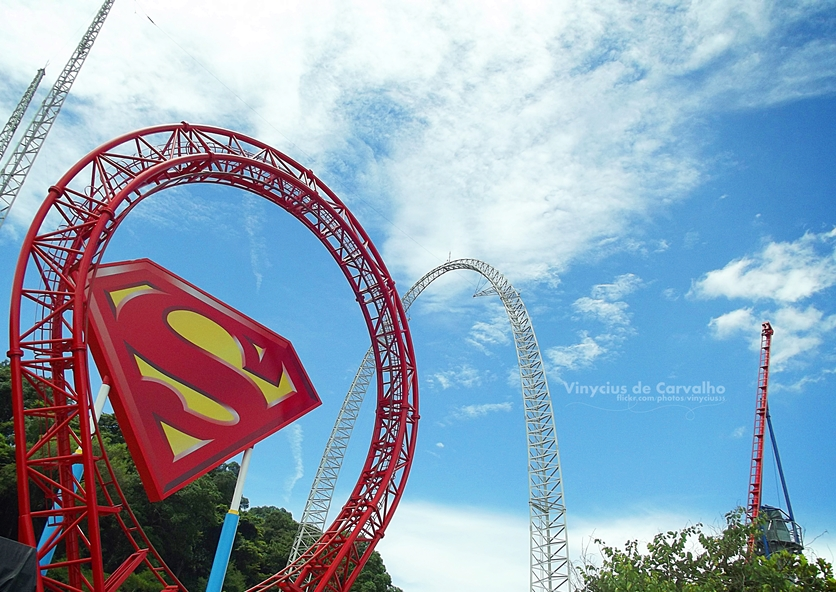
O brinquedo Katapul com o símbolo do Superman.

Em novembro de 2005, o Hopi Hari inaugurou uma parceria com a Chevrolet na área de Aribabiba. Com está ativação, foi incluído o complexo Chevrolet Mundi na região que tinha restaurante temático, simulador de carro em alta velocidade e um circuito fechado para teste de direção de diferentes modelos de veículos da companhia. A parceria durou até o ano de 2010.
Em janeiro de 2012, o Hopi Hari reformou e reinaugurou a Infantasia, uma das áreas temáticas do parque, através de uma parceria com a empresa Warner Bros. Consumer Products (WBCP). O acordo entre as duas empresas possibilitou um licenciamento para trazer algumas das maiores franquias do mundo e possibilitar que famosos personagens da Warner possam fazer parte das atrações. Entre os personagens, que pela primeira vez ganharam espaço em um parque brasileiro, estão os Looney Tunes, representados por Piu-Piu, Frajola, Pernalonga, Taz, Patolino, entre outros, que serão incorporados aos brinquedos e decorações do parque. Em 2020, o contrato com a Warner se encerrou, e todas as referências da marca foram retiradas do parque.
Em dezembro de 2012, Aribabiba, outra área temática do parque contemplada pelo acordo, recebeu atrações e adornos da Liga da Justiça da DC Comics, cujos personagens mais famosos são Superman, Batman, Mulher Maravilha, Lanterna Verde, Aquaman e Flash. O parque também irá inaugurar algumas atrações, ainda não definidas, com o tema da Penélope Charmosa. O investimento na reforma e licenciamento da marca foi de cerca de R$ 150 milhões.
Com o termino do patrocínio da Pepsi sobre Hopi Hari em julho de 2013 a Coca-Cola volta a ser a patrocinadora do Hopi Hari.
Essa nova parceria possibilita ao parque oferecer uma gama diversificada de produtos não alcoólicos como refrigerantes, isotônicos, sucos e água. Os adesivos de patrocínio da Pepsi na Giranda Mundi também foram retirados juntamente com os produtos da marca Pepsi.
E desde 14 de julho os visitantes do parque já puderam conferir os produtos da marca Coca-Cola sendo vendidos no parque, e a equipe de marketing anunciou que a atração Spleshi seria patrocinada pela água Crystal e a Coca-Cola também patrocinaria a montanha-russa 10i (Inversões), porém está nunca foi construída.

### Distrito Turístico Serra Azul
Lançado em 29 de novembro de 2021 pelo então governador João Doria, o Distrito Turístico Serra Azul é inspirado em modelos internacionais (no qual há interesse cultural, histórico, ambiental e econômico, orla marítima ou a existência de complexos de lazer e parques temáticos) e tem por objetivo atrair investimentos que consolidem a região como um polo turístico e de lazer. A criação deste distrito, além de beneficiar todo o complexo da região, auxiliará na recuperação e até em investimentos para o parque.

## Regiões do parque e atrações

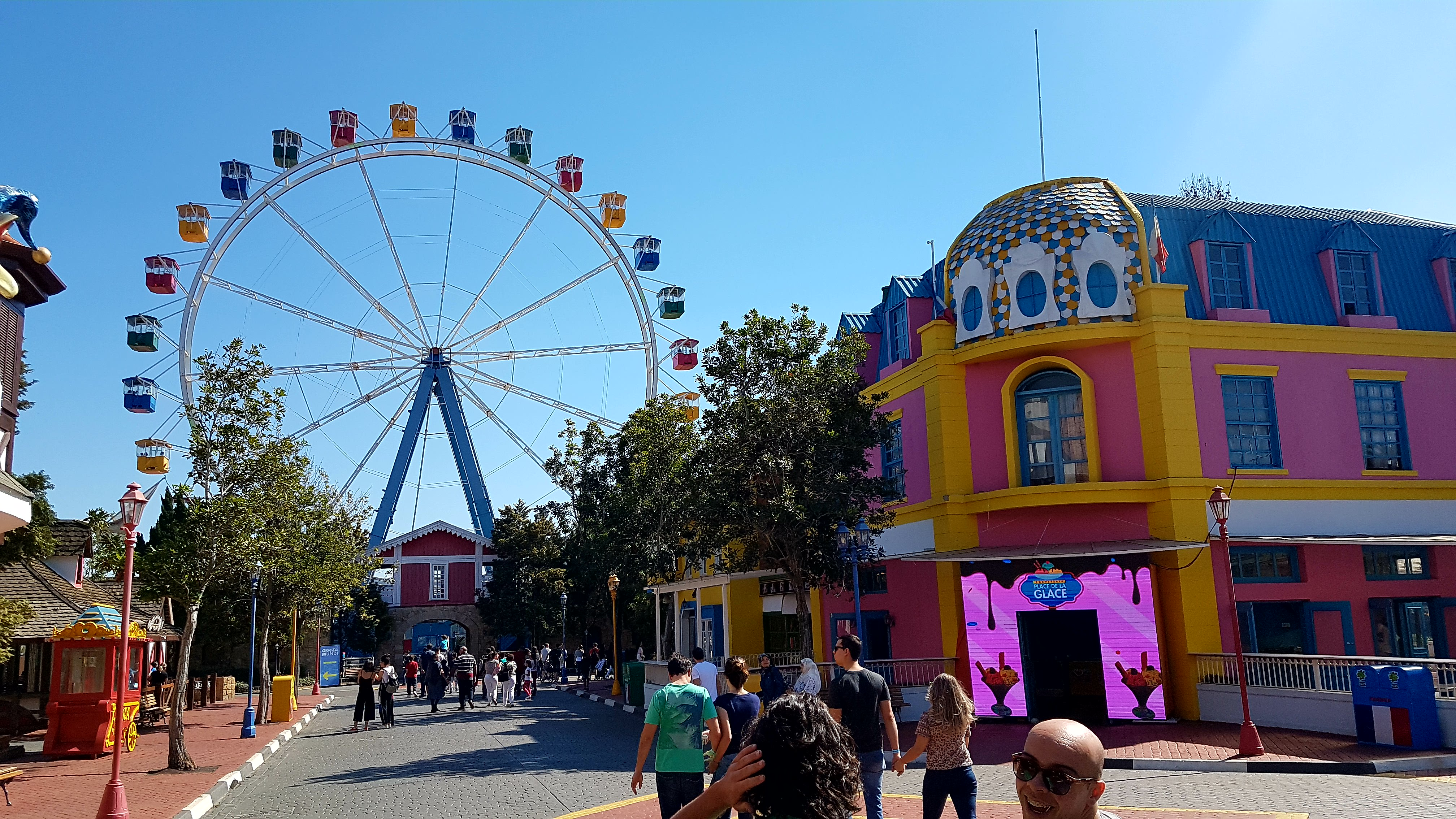
Região Kaminda Mundi.

Brinquedo Evolution

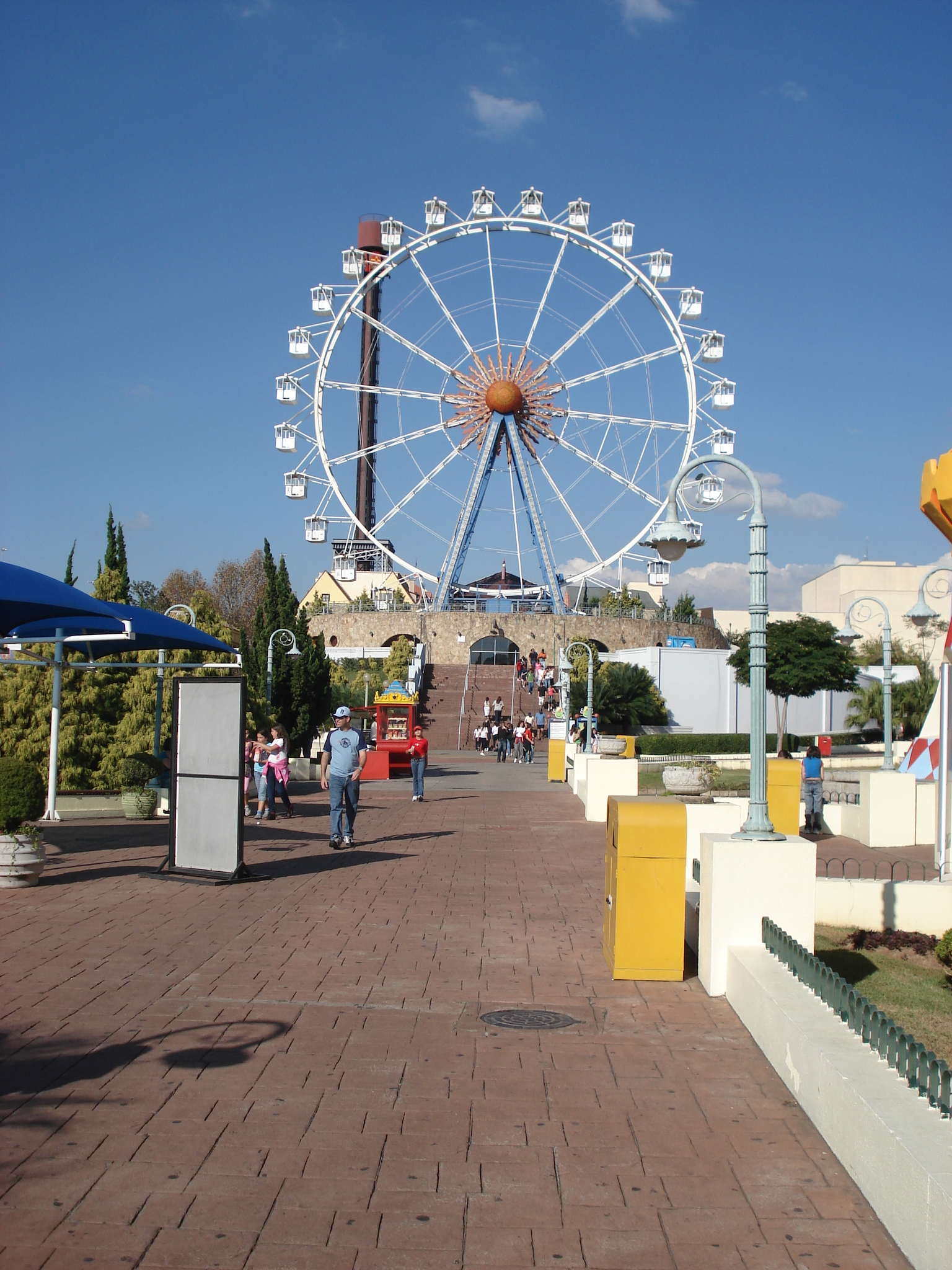
Giranda Mundi e Le Voyage (ao fundo) são atrações de Kaminda Mundi.

Hopi Hari é dividido em áreas temáticas com brinquedos e atrações voltadas para público específicos: o espaço principal (Aribabiba), com os principais brinquedos; civilizações antigas (Mistieri), com atrações mais radicais; espaço infantil (Infantasia), para as crianças pequenas, o velho oeste (Wild West) e o espaço "internacional" (Kaminda Mundi), para quem procura atrações mais tranquilas. Algumas atrações são pagas à parte.

### Kaminda Mundi
A região Kaminda Mundi está situada no Sudeste de Hopi Hari e ocupa uma área de 29.000 metros quadrados (é a primeira região do parque, logo após a entrada). É uma homenagem do povo de Hopi Hari aos seus antepassados e suas origens; seu nome significa "caminho do mundo" em hopês. Kaminda Mundi possui o maior teatro do "país".
| Atração            | Tipo     | Inauguração | Fabricação    | Situação                   | Descrição |
| ------------------ | -------- | ----------- | ------------- | -------------------------- | --- |
| Cinétrion          | Familiar | 1999        |               | Desativado                 | Um cinema 3D que atualmente segue apenas como espaço para eventos especiais, reuniões, exposições e workshops. |
| Giranda Mundi      | Familiar | 1999        | Nauta Bussink | Em operação                | Roda Gigante com 44 metros de altura, de onde é possível ter o panorama completo do parque. Durante a década de 1990 pertenceu ao Playcenter, onde se chamava "Gigantona".                                                                     |
| Jogakí di Kaminda  | Familiar | 1999        |               | Em operação                | Área de jogos diversos. |
| Le Voyage          | Radical  | 1999        | Intamin       | Temporariamente desativado | Um elevador que despenca em queda livre de uma altura de 69,5 metros (o equivalente a um prédio de 23 andares), numa velocidade de aproximadamente 94 km/h (fechado temporariamente desde 2012). Antes esta atração se chamava La Tour Eiffel. |
| Theatro di Kaminda | Familiar | 1999        |               | Em operação                | Um grande teatro com capacidade para 847 pessoas onde encontra-se uma programação variada de peças teatrais. |

### Mistieri

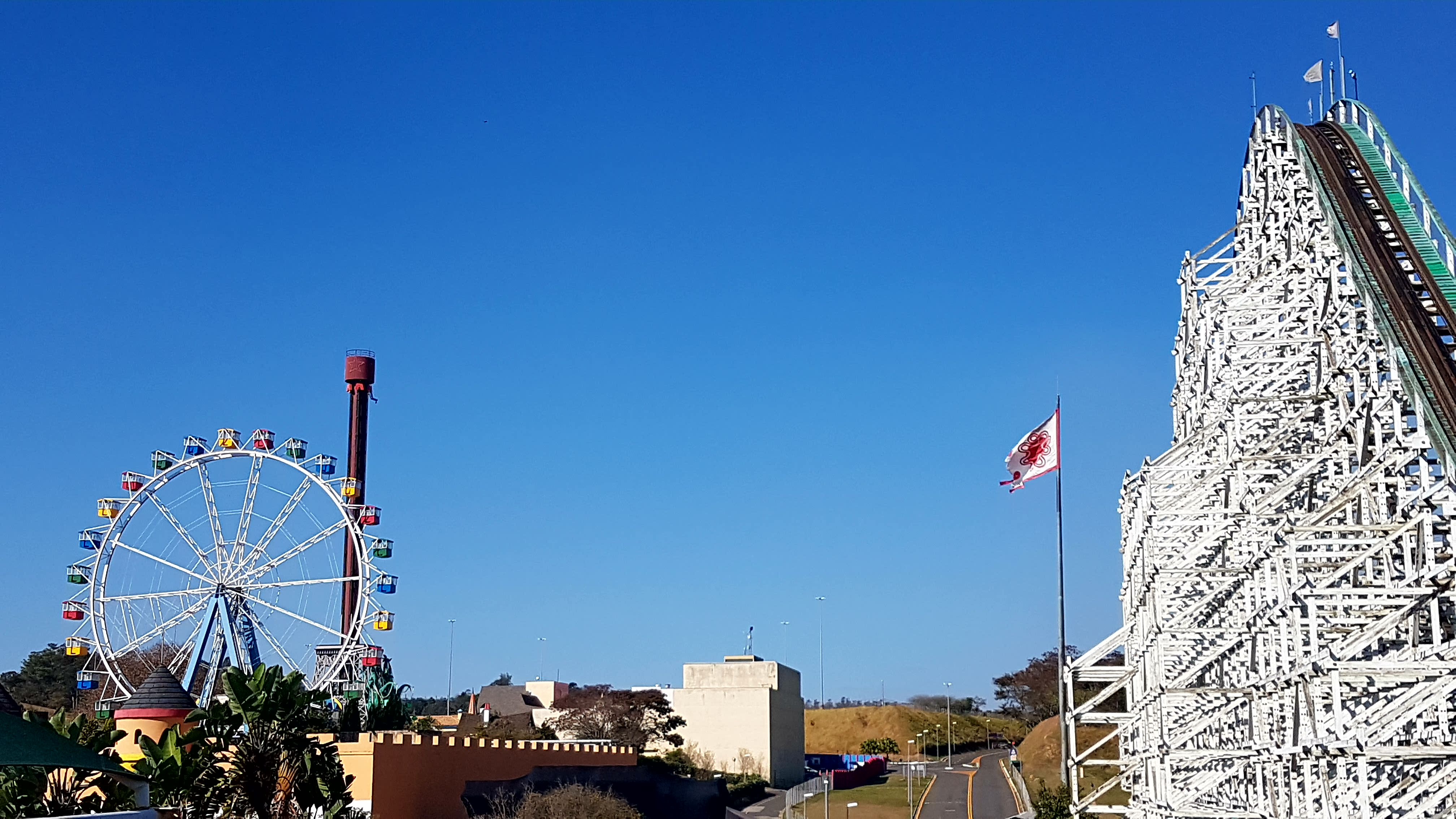
Giranda Mundi e Montezum.

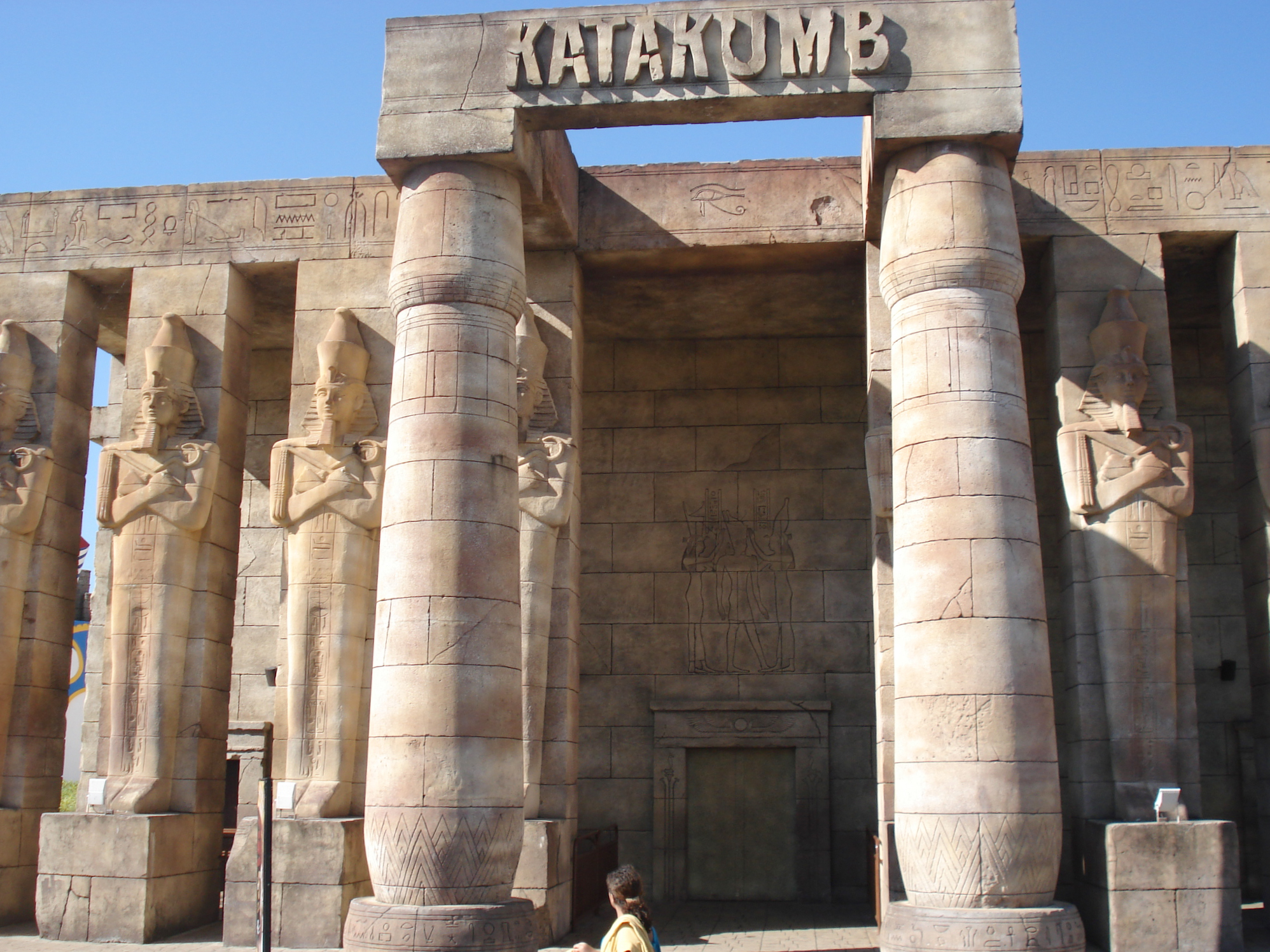
Katakumb.

Mistieri fica a noroeste do parque e ocupa uma área de 52 mil m². Diz a história que na construção de Hopi Hari, foram encontrados vestígios de uma civilização antiga, e por isso é uma região cheia de mistérios. Lá se encontra a atração Ekatomb, que gira os passageiros de várias maneiras. Também nessa região, há o Vulaviking, que é um barco que balança até alcançar cerca de 90º em relação ao chão. Essa área do parque possui duas montanhas russas: A Montezum, que é a maior montanha-russa de madeira da América Latina, com 1030 metros de extensão e velocidade de 103 km/h, e a Vurang, que fica dentro de uma pirâmide, no escuro, onde os vagões giram em torno do próprio eixo.
| Atração           | Tipo     | Inauguração | Fabricação                                   | Situação    | Descrição |
| ----------------- | -------- | ----------- | -------------------------------------------- | ----------- | --- |
| Ekatomb Annunnaki | Radical  | 1999        | Huss Rides                                   | Em operação | Uma nave suméria que faz os visitantes girarem muitas vezes de cabeça para baixo. |
| Katakumb          | Familiar | 2003        | Indiana Mistery                              | Em operação | Réplica da tumba de Ramessés II, com sarcófagos e múmias. A atração trata-se de um labirinto, onde o visitante tenta achar a saída. |
| Montezum          | Radical  | 1999        | Roller Coaster Corporation of America (RCCA) | Em operação | É a maior Montanha Russa de madeira da América Latina. Os visitantes percorrem seus 1.030 metros em menos de 2 minutos, a uma velocidade de até 103km/h. É a atração mais procurada do parque. Em algumas edições da "Hora do Horror" (evento realizado pelo parque nos meses de agosto a novembro), um dos trens da montanha russa costumava fazer o percurso de costas chamado de Direversi. |
| Simulákron        | Familiar | 1999        | SimEx-Iwerks                                 | Em operação | Simulador de movimento. Possui duas salas, cada uma com uma tela de 250 metros quadrados. |
| Vulaviking        | Familiar | 1999        | Huss Rides                                   | Em operação | Barco que balança até atingir a inclinação de 90° em relação ao chão. |
| Vurang            | Radical  | 1999        | Intamin                                      | Em operação | Também conhecida como "Montanha-Russa no escuro", é uma montanha-russa dentro de uma pirâmide, que percorre a maior parte do seu trajeto totalmente no escuro. E além de curvas, subidas e descidas, os vagões dos trens giram em torno do próprio eixo. |

### Infantasia

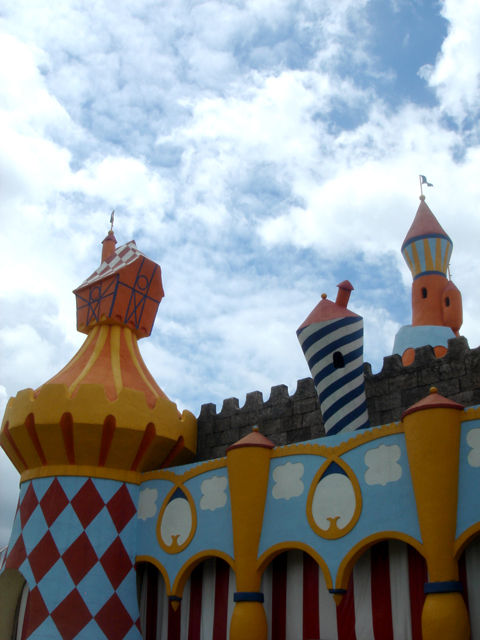
Kastel di Lendas

Infantasia fica na planície central do parque e ocupa uma área de 31 mil metros quadrados. É uma região voltada para as crianças. Nessa região pode-se encontrar atrações como: Kastel di Lendas, onde são contadas algumas das histórias folclóricas do Brasil.
Está região já teve como temática a turma do Vila Sésamo e com a parceria da Warner Bros os personagens de Looney Tunes.
| Atração             | Tipo     | Inauguração                | Fabricação | Situação    | Descrição |
| ------------------- | -------- | -------------------------- | ---------- | ----------- | --- |
| Astronavi           | Infantil | 2012                       | Zamperla   | Em operação | Aviões que ao mesmo tempo que giram, fazem o movimento de sobe e desce. Esta atração já se chamou Konfront.                                                               |
| Bugabalum           | Infantil | 1999-2010; 2023-Atualmente | Zamperla   | Em operação | Balões coloridos que giram. |
| Dispenkito          | Infantil | 1999                       |            | Em operação | Duas mini-torres de queda livre. |
| Giralata            | Infantil | 1999                       | Zamperla   | Em operação | Suas gôndolas são tematizadas como latas de tintas que giram em várias direções, inclusive em torno do próprio eixo. Essa atração já se chamou Lokolorê.                  |
| Giranda Pokotó      | Infantil | 1999                       |            | Em operação | Carrossel mágico. Essa atração já se chamou Giranda di Musik. |
| Kastel di Lendas    | Infantil | 1999                       | Intamin    | Em operação | Um castelo que mostra toda a cultura brasileira, por meio de bonecos animatrônicos, cenários que reproduzem algumas cidades brasileiras e músicas.                        |
| Komboio             | Infantil | 1999                       | Zamperla   | Em operação | Caminhões que percorrem diversos cenários. Essa atração já se chamou Levá i Tráz.                                                                                         |
| Pilotinhos          | Infantil | 2022                       |            | Em operação | Mini carros elétricos operados por controle remoto. Esta atração é paga a parte.                                                                                          |
| Theatro Klapi Klapi | Familiar | 1999                       |            | Em operação | Um teatro fechado onde são realizadas peças infantis. |
| Toka do Uga         | Infantil | 1999                       |            | Em operação | Playground completo com piscina de bolas, labirintos, escorregas e túneis de vários tamanhos. Antes esta atração se chamava Parkid e na parceria com a Warner Trakitanas. |

### Aribabiba

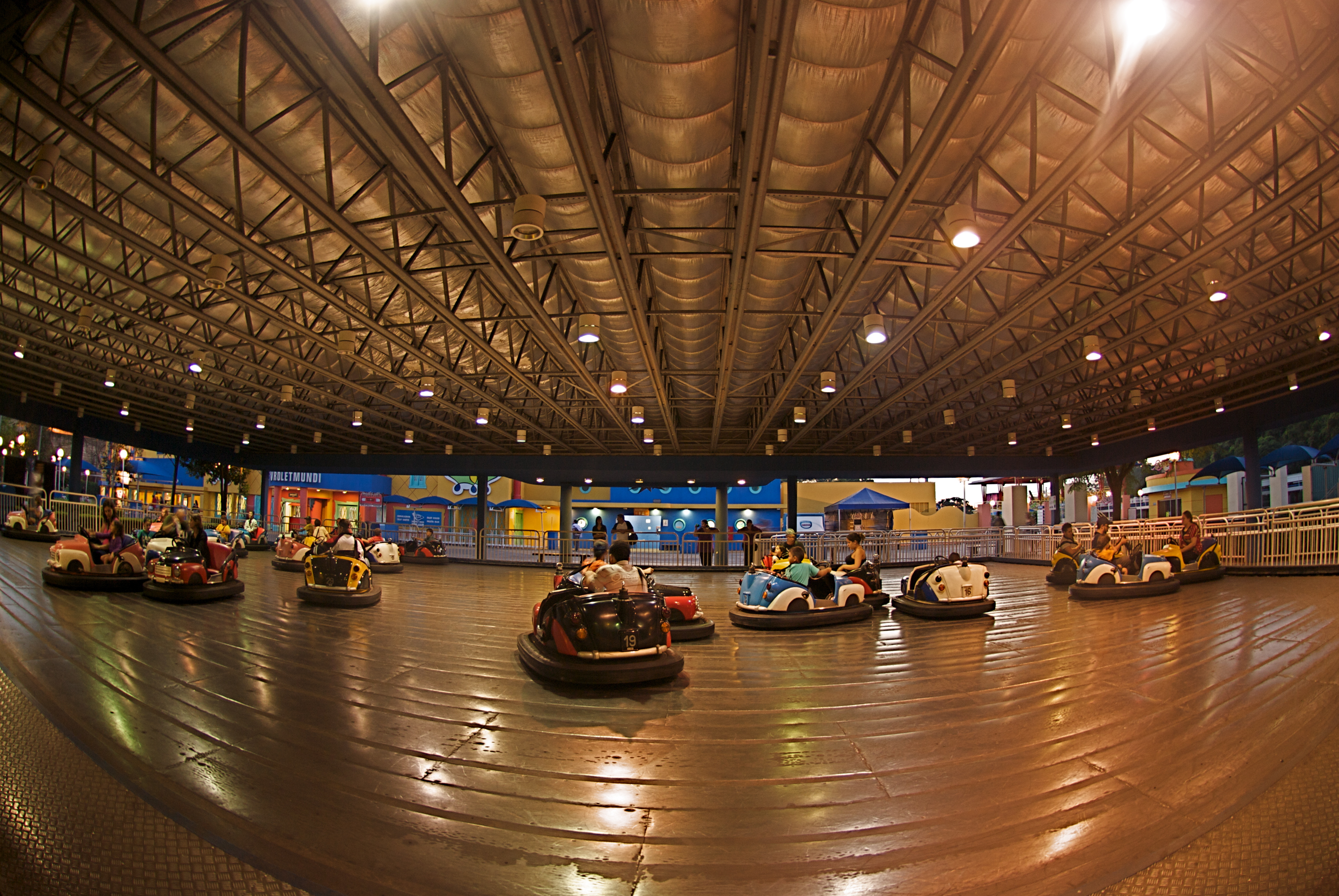
Vambatê, tradicional carrinho de bate-bate

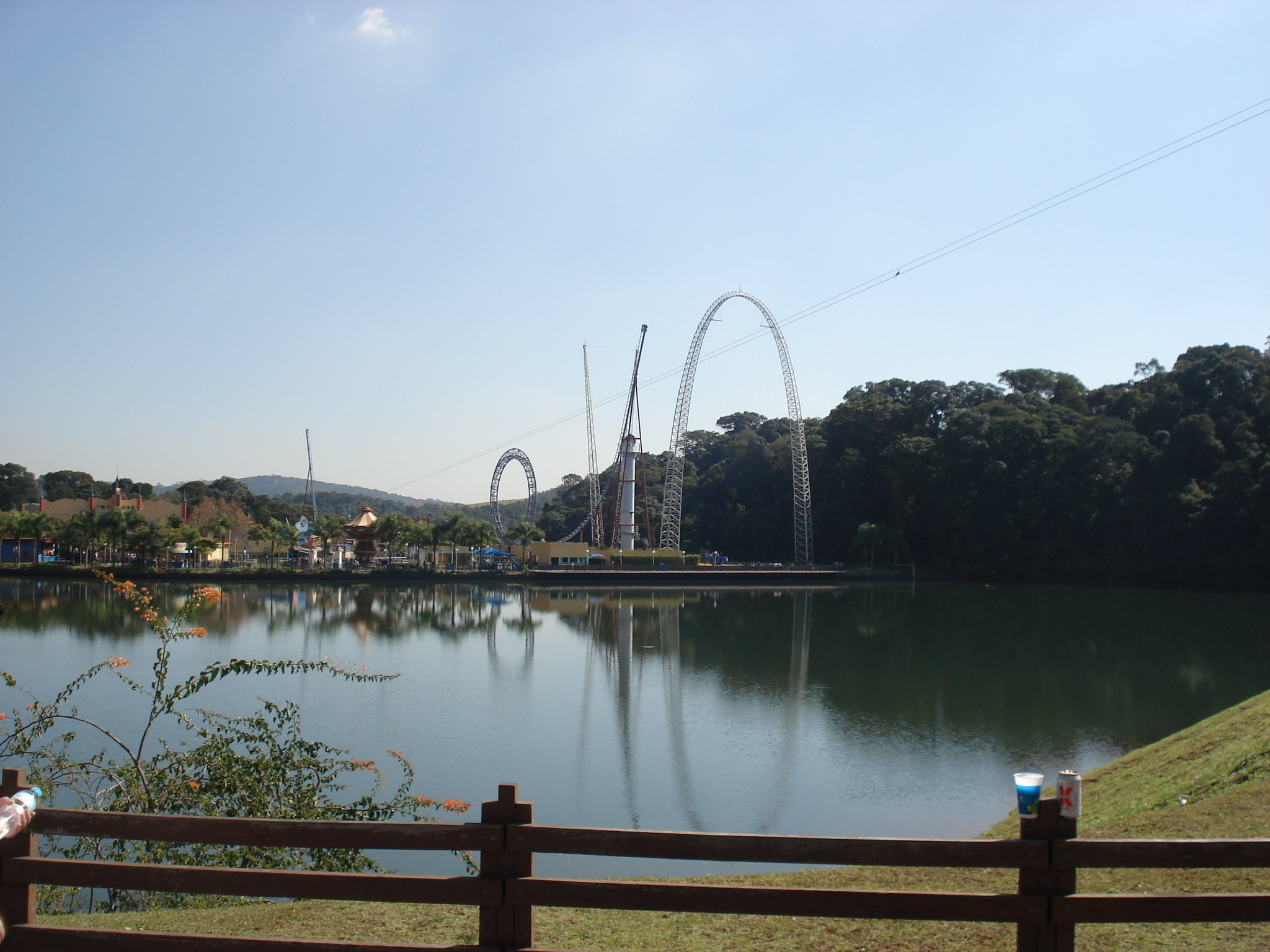
Panorama do Katapul

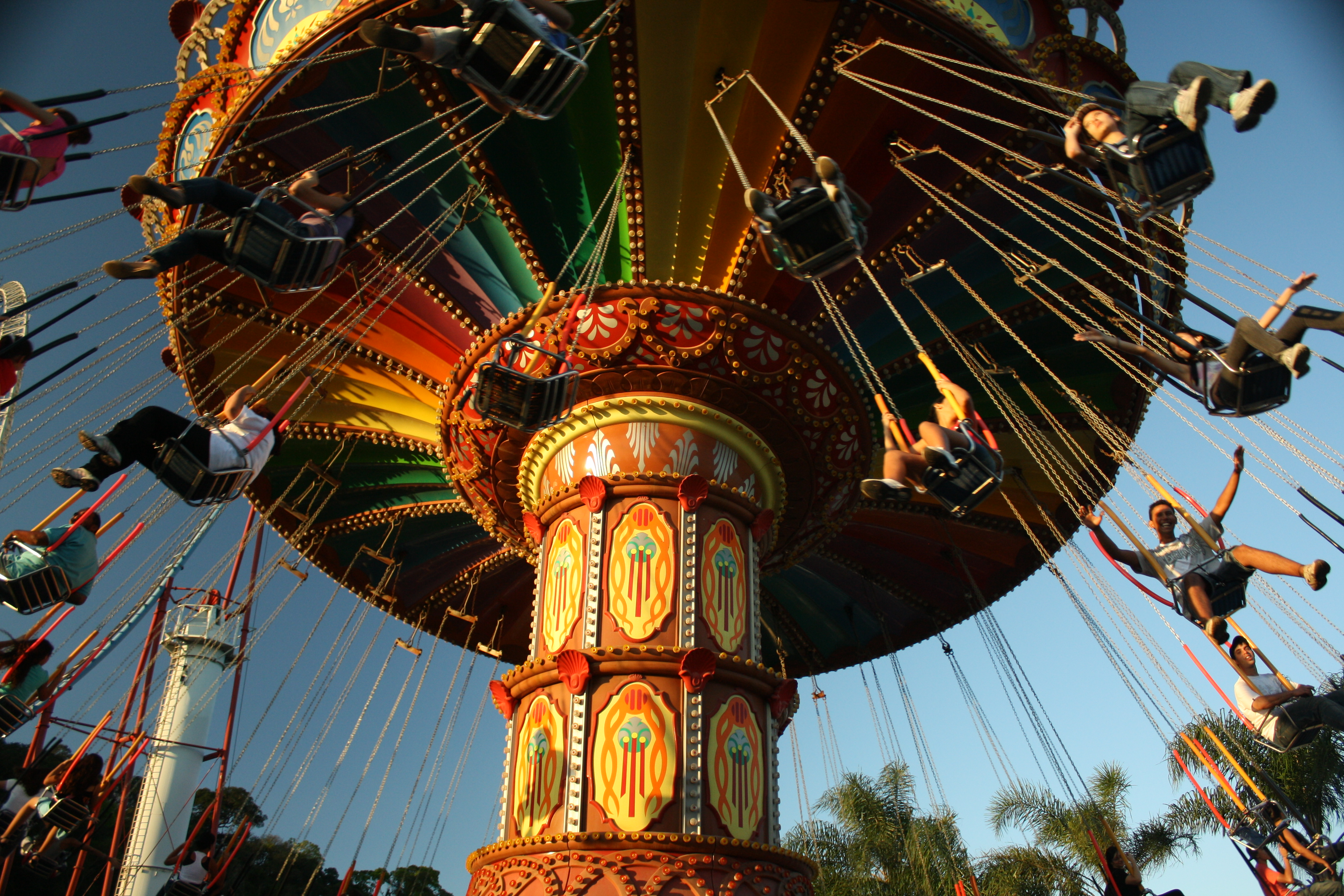
Parangolé (Chapéu-Mexicano).

Aribabiba é a capital do país fictício, e ocupa uma área de 16 mil metros quadrados. Fica a noroeste, próximo a Mistieri.
Esta região já teve como temática a Liga da Justiça da DC Comics, ativada pela parceria com a Warner Bros.
| Atrações   | Tipo     | Inauguração | Fabricação         | Situação    | Descrição |
| ---------- | -------- | ----------- | ------------------ | ----------- | --- |
| Aribabobbi | Familiar | 2023        | Zamperla           | Em operação | Atração do modelo Rockin' Tug, simula um barco que desliza girando sobre um trilho em "U".                                                                                           |
| Cinemotion | Familiar | 1999        |                    | Em operação | Simulador 4D. |
| Hadikali   | Radical  | 2000        | Skycoaster Company | Em operação | Único Skycoaster do Brasil e pode operar com duas quedas simultâneas com grupos de até 3 pessoas alcançando velocidade de até 120km/h e altura de 53m. Atração paga a parte.         |
| Jambalaia  | Familiar | 1999        |                    | Em operação | Dois vagões que balançam até completarem uma volta completa. Já foi chamado de Eléktron.                                                                                             |
| Katapul    | Radical  | 1999        | Schwarzkopf        | Em operação | Uma das principais atrações do parque, também conhecido como "Looping", nele você é impulsionado rumo a um Looping, chegando à velocidade de 85km/h e depois o trem volta de costas. |
| Parangolé  | Familiar | 1999        |                    | Em operação | É um grande "Chapéu-Mexicano" onde as pessoas giram em cadeiras afixadas no mesmo. Já foi chamado Trukes di Pinguim onde ganhou a tematização de guarda chuva.                       |
| Speedi '64 | Infantil | 1999        | Zamperla           | Em operação | Mini montanha russa motorizada (Powered Coaster). Antes esta atração ficava em Wild West com o nome de Billi Billi, e durante a parceria com a Warner se chamava Bat Hatari.         |
| Test-Drive | Familiar | 2005        |                    | Desativado  | Parte da parceria com a Chevrolet, atração permitia aos visitantes pilotar diferentes modelos de veículos da empresa em um circuito fechado.                                         |
| Vambatê    | Familiar | 1999        |                    | Em operação | Tradicional carrinho de bate-bate. |

### Wild West

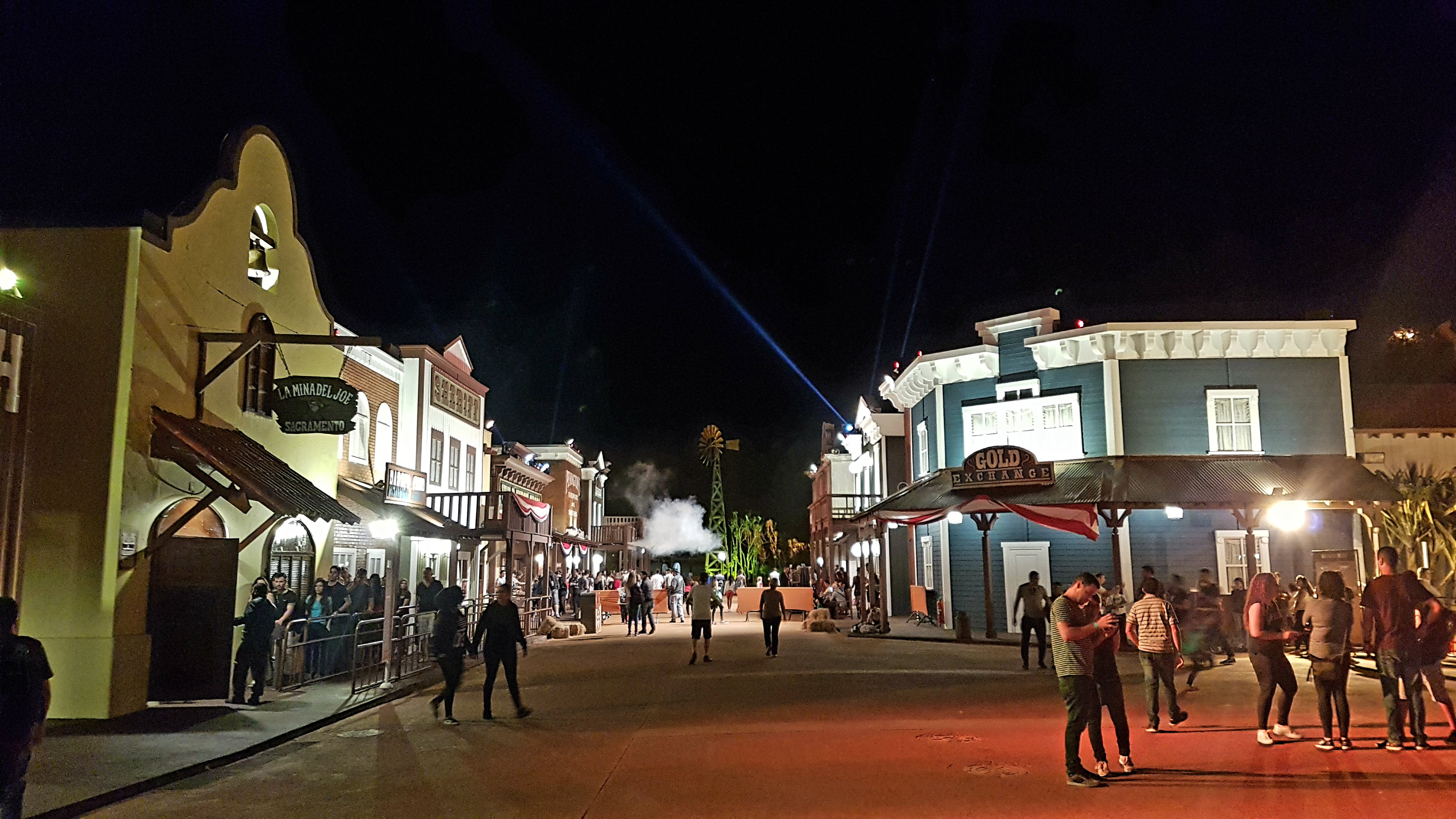
Rua de Wild West.

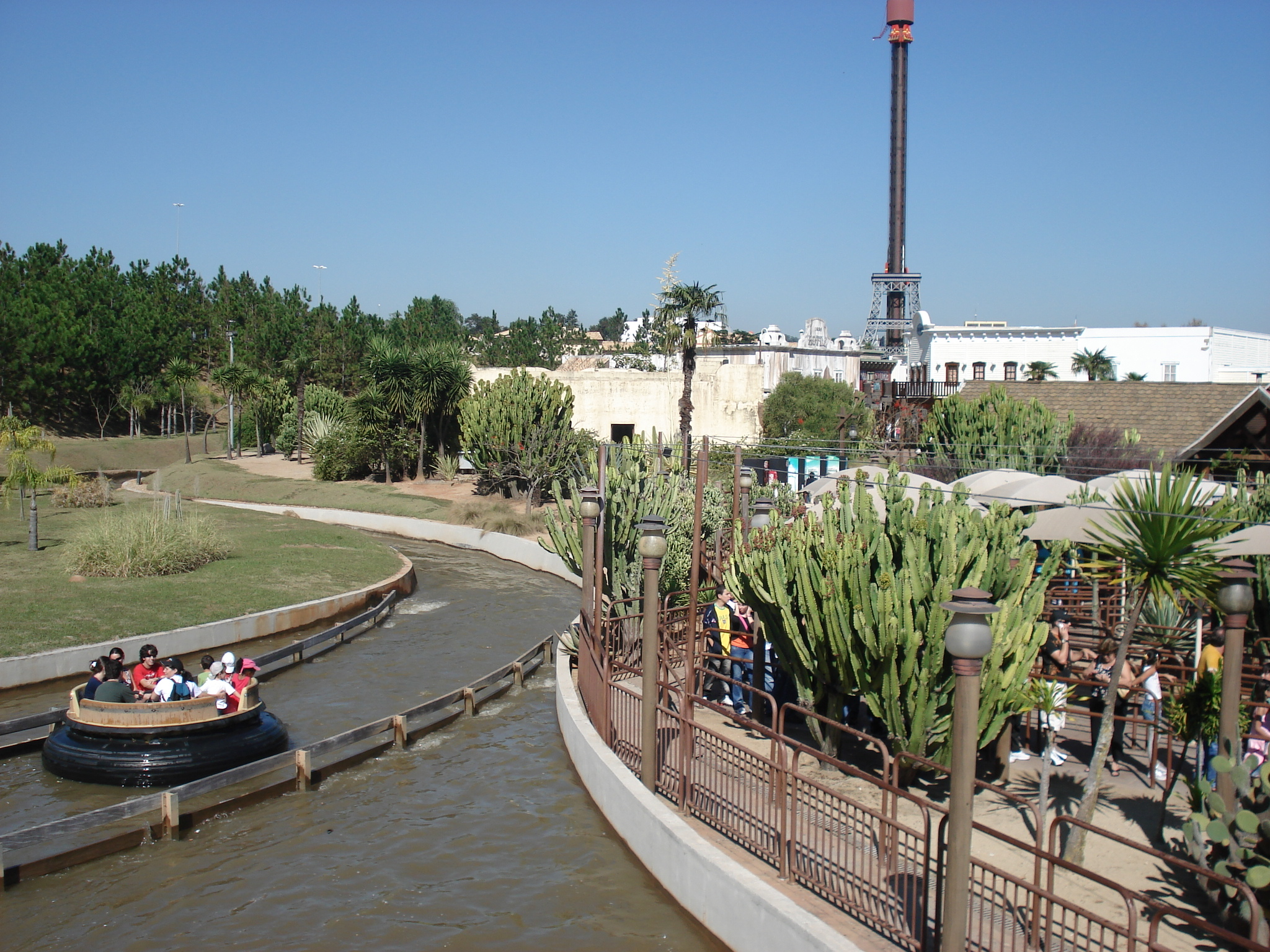
Rio Bravo

Wild West fica na porção Leste de Hopi Hari, próxima ao estacionamento e sua área estende-se por mais de 50 mil metros quadrados. É uma área tematizada como o Velho Oeste americano. Possui várias atrações, como: Rio Bravo, Evolution, Ghosti Hotel, além de shows e outras apresentações diárias.
| Atração                    | Tipo     | Inauguração | Fabricação | Situação    | Descrição |
| -------------------------- | -------- | ----------- | ---------- | ----------- | --- |
| Bravo Bull                 | Infantil | 1999        |            | Em operação | Touro mecânico. |
| Evolution                  | Radical  | 1999        | FarFabbri  | Em operação | Possui dez gôndolas presas em um círculo, sustentado por um grande braço mecânico. Este vira o círculo - e as gôndolas - numa velocidade constante a uma altura de aproximadamente 20 metros (praticamente a mesma altura da Crazy Wagon), fazendo com que as pessoas fiquem de cabeça para baixo, e depois desce, voltando à posição normal.                                                                     |
| Ghosti Hotel               | Familiar | 1999        | Gerstlauer | Em operação | Hotel mal-assombrado, no qual o passeio é feito num vagão de madeira, que percorre lentamente todos os cenários como por exemplo a recepção, bar, quartos, banheiros, jardins e o porão. O percurso demora cerca de 3 min e 30 seg. |
| La Mina Del Joe Sacramento | Familiar | 1999        |            | Em operação | Os visitantes fazem um percurso a pé dentro de uma mina abandonada, onde encontram surpresas pelo caminho. |
| Namuskita                  | Familiar | 1999        |            | Em operação | Jogo de tiro ao alvo. |
| Rio Bravo                  | Familiar | 1999        | Intamin    | Em operação | Simula um rafting, em um rio de aproximadamente 600 metros de extensão, com corredeiras e cachoeiras. O percurso é realizado por meio de botes circulares, com capacidade para nove pessoas. |
| Saloon Show                | Familiar | 1999        |            | Em operação | Restaurante tematizado como um saloon do velho oeste americano, com pratos típicos da época, e vários shows durante o dia. |
| Spleshi                    | Familiar | 1999        |            | Em operação | É um ride aquático do modelo Log Flume, que possui botes em forma de tronco que transportam até 4 pessoas. Estes sobem uma certa altura, e depois passam por uma queda íngreme, caindo novamente na água. O impacto dos botes com a água faz com que as pessoas fiquem muito molhadas. No ano de 2008, esta atração passou por reformas, quando começou a ser chamada de Spleshi. Antes, seu nome era Kidspleshi. |
| Tirolesa                   | Radical  | 2002        |            | Em operação | Travessia de 230 metros sobre o lago de Hopi Hari. Atração paga a parte. |
| Vamvolari                  | Familiar | 2023        | Zamperla   | Em operação | Atração do modelo Kite Flyer, os passageiros giram deitados "em posição de vôo". |

## Eventos
Os eventos estão em ordem cronológica:

### Hopi Verani
Primeiro evento do parque no ano, o Hopi Verani é também o evento com o menor número de edições. É realizado de janeiro a março, grande parte período de férias, sendo a maior parte do público familiar. É semelhante às "Férias Spetakularis" (ver abaixo), com desfiles e apresentações durante todo o dia, além de shows especiais.[carece de fontes?]

### Hopi Night
O Hopi Night é realizado entre os meses de abril e junho. Durante esse período, o parque funciona normalmente durante o dia e à noite se inicia uma balada temática a céu aberto, geralmente na rua principal de Wild West. Efeitos especiais (lasers, LEDs, luz estroboscópica, projeções, fogos de artifício, fumaça, confete, jatos de água, fogo, etc), DJs, artistas e performances fazem parte do espetáculo.[carece de fontes?]
O evento já conta com mais de 10 edições:
- 2009: O Mistério da Pirâmide
- 2010: Vampiros e Lobisomens
- 2011: Eléktron
- 2012: Alien Experience
- 2014: Connect
- 2015: Are you ready - Você está pronto?
- 2016: 360°
- 2018: Elements
- 2019: Alunagem
- 2022: Atlântida
- 2023: Hollywood
- 2024: Cinétika

### Férias Spetakularis
Inicialmente chamado Férias Mágicas, o evento é realizado no mês de julho, período de férias escolares. Durante a temporada ocorrem durante todo o dia várias apresentações, desfiles, shows e encontros com personagens de acordo com o tema proposto. Mas o grande marco do evento é o encerramento do dia com os fogos piromusicais (fogos de artifício sincronizados com uma música escolhida também de acordo com o tema). No período, a predominância de público também é de famílias.[carece de fontes?]

### Hora do Horror
É um evento realizado nos meses de agosto a novembro que explora o terror em diversos temas. É realizado desde 2002 e é responsável pela maioria de visitantes nesses meses. A partir das 18 horas, personagens caracterizados são soltos nas regiões de Mistieri, Aribabiba e Wild West. Além disso, os visitantes podem participar de atrações  montadas especialmente para essas datas, os chamados "túneis do horror”, que geralmente somam em 3, ou então o percurso a pé entre Wild West e Aribabiba. São realizados shows de música e dança nessas regiões por artistas anônimos contratados pelo parque.

#### Edições
A Hora do Horror já conta com mais de 20 edições:
- 2002: O medo nunca foi tão real
- 2003: O medo está de volta. Ainda mais assustador
- 2004: O Medo tem hora
- 2005: Os 4 elementos
- 2006: Sob o domínio das sombras
- 2007: Pesadelos
- 2008: Os Sete Jogos do Medo
- 2009: Circo dos Horrores
- 2010: Museu de Cera
- 2011: Epidemia
- 2012: Lua Negra
- 2013: Era uma vez... histórias para não dormir
- 2014: Loja de Brinquedos
- 2015: A Cidade dos Esquecidos
- 2016: Horror Grand Hotel
- 2017: Karnak - A maldição da Tumba
- 2018: Sacrificium - Você será parte do Ritual
- 2019: Apocalipse
- 2020: Horror Drive Tour e Dark Christmas
- 2021: Déjàvu
- 2022: Alcatraz - Rebelião das Almas
- 2023: Tenebris - A vingança dos deuses
- 2024: XIV - O mais real de todos os medos

#### Hora do Horror Drive Tour
No ano de 2020, devido à pandemia do COVID-19, seguindo os protocolos estaduais, o Hopi Hari promoveu o evento em uma experiência no estilo drive-in, isto é, os visitantes percorriam um trajeto de 3 km imersivo com monstros e decoração pelas áreas do parque, dentro de seus veículos com até quatro passageiros. O evento também incluía uma balada drive-in antes ou depois da experiência.

### Hopi Pride
Maior evento LGBTQIA+ do Brasil e único que acontece dentro de um parque. Acontece usualmente em um fim de semana no mês de novembro, com início às 14 horas e término às 7 horas da manhã do dia seguinte, com apresentações de artistas, músicos, dançarinos da comunidade LGBTQ+. Os shows acontecem ao ar livre em palcos espalhados pelas áreas do parque, com ritmos de pop, funk e eletrônica. Desde 2022, o evento ganhou uma segunda edição especial chamada Summer Pride, que acontece em fevereiro e tem temática de verão.

### Natal Magiko
O evento que existe desde 2013 traz uma versão natalina ao parque, que geralmente começa em meados de novembro e termina em meados de janeiro. Conta com decoração natalina, shows especiais no Theatro di Kaminda, desfiles e paradas pelo parque, entre outras atrações especiais.

### Kaminda Boulevard
O evento surgiu em 2022 e tem como proposta fornecer aos visitantes uma experiência gastronômica e musical diferente. O evento acontece em datas pontuais divulgadas pelo parque no decorrer do ano, inclusive simultaneamente com outros eventos como o Celebration Party, e conta com apresentações ao vivo de grandes artistas da musica popular brasileira e gastronomia diferenciada. O evento segue com acesso apenas a região de Kaminda Mundi e horário diferenciado de funcionamento (das 20h30 até 0h).